# The Voice (USA)
The Voice je americká pěvecká soutěž vysílaná na kanálu NBC odvozená od originálu The Voice of Holland (česká verze byla vysílaná pod názvem Hlas Česko Slovenska). Koncept soutěže spočívá ve vyhledávání pěveckých talentů (sól nebo duet) starších 15 let na veřejných castinzích. Vítěz je určen na základě hlasováním pomocí telefonu, Internetu, SMS zpráv, a nákupů na iTunes Store. Vítěz obdrží 100000 amerických dolarů a nahrávací smlouvu s Universal Music Group. Vítězové: Javier Colon, Jermaine Paul, Cassadee Pope, Danielle Bradbery, Tessanne Chin, Josh Kaufman, Craig Wayne Boyd, Sawyer Fredericks, Jordan Smith, Alisan Porter, Sundance Head, Chris Blue, Chloe Kohanski, Brynn Cartelli, Chevel Stepherd, Maelyn Jarmon, Jake Hoot, Todd Tilghman a Carter Rubin.
V panelu porotců se nachází vždy čtyři kouči, kteří kritizují soutěžící a snaží se dovést členy svého týmu až do finále. Porotci jsou: Adam Levine (1. - 16. řada), Blake Shelton, Christina Aguilera (1.–3., 5., 8. a 10. řada), CeeLo Green (1.–3. a 5. řada), Shakira (4. a 6. řada), Usher (4. a 6. řada), Gwen Stefani (7., 9., 12., 17. a 19. řada), Pharrell Williams (7.–10. řada), Miley Cyrus (11. a 13. řada), Alicia Keys (11., 12. a 14. řada),Jennifer Hudson (13. řada a 15. řada), Kelly Clarkson (14. řada – ), John Legend (16. řada – ), Nick Jonas (18. a 20. řada) a Ariana Grande (21. řada – ).
The Voice se poprvé objevil na obrazovce 26. dubna 2011. Od té doby se již vysílalo deset sérií. Jedenáctá série měla premiéru 19. září 2016. Dne 10. května 2017 bylo oznámeno že novou porotkyní pro třináctou řadu byla zvolena Jennifer Hudson. O den později bylo oznámeno, že novou porotkyní čtrnácté řady bude Kelly Clarkson. Třináctá řada měla premiéru 25. září 2017. Dne 30. března 2021 bylo prostřednictvím Twitteru oznámeno, že Nick Jonas bude nahrazen ve 21. řadě Arianou Grande.

## Formát a proces výběrů
Každý ročník začíná s výběry naslepo, kde si koučové sestavují svůj tým zpěváků, (8 v 1. sérii, 12 v sérii: 2. a 4.-10. a 16 ve 3. sérii) se kterým budou pracovat až do konce soutěže. Kouč je při vystoupení v křesle zády k soutěžícím, pokud se mu vystoupení líbí a má o umělce zájem, stlačí své tlačítko "chci tě" a křeslo se otočí čelem k soutěžícímu. Po dozpívání je soutěžící přiřazen do týmu kouče, kterého si sám vybral.
Další částí soutěže jsou Kola soubojů, ve kterém každý kouč utvoří ze svého týmu dvojice, které spolu bojují v souboji a zpívají jednu společnou píseň. Kouč se poté rozhodne koho si ponechá ve svém týmů. Každý rok koučům pomáhají různí mentoři. Ve třetí sérii byl přidán nový prvek: kouč může dvakrát umělce "ukrást", může si tak vybrat dva zpěváky, kteří byli eliminováni při kole soubojů.
Vyřazovací kola byla také zavedena ve třetí sérii. Dvojice soutěžících z týmu jsou vybráni a zpívají individuálně za sebou. Sami neví, kdo bude jejich soupeř, dozví se to až pár minut před vystoupením. Soutěžící si sami mohou vybrat písničky, ale i přesto dostávají rady od svých koučů. Kouč si vybere jednoho soutěžícího z páru. Stejně jako při soubojích mohou koučové ukrást jednoho eliminovaného soutěžících, a to od páté série.
Souboj, 2. kolo nahradil v šesté sérii Vyřazovací kola. Stejně jako ve vyřazovacím kole jsou soutěžící spárování a musí se dohodnout jakou písničku dohromady zazpívají.. Kouč musí rozhodnout, kterého soutěžícího pošle z dvojice dál. Ostatní koučového mohou jednoho soutěžícího ukrást.. Nicméně, Vyřazovací kola se začaly znova používat v sedmé sérii.
Ve finálových živých show soutěžící vystupují každý týden s novými písničkami a nakonec divácké hlasování rozhodne o vítězi. Koučové mohou zachránit jednoho soutěžícího, který neobdržel dostatek hlasů a posunout ho tak do dalšího kola.

## Kouči a moderátoři

### Kouči a moderátoři pro 22. řadu

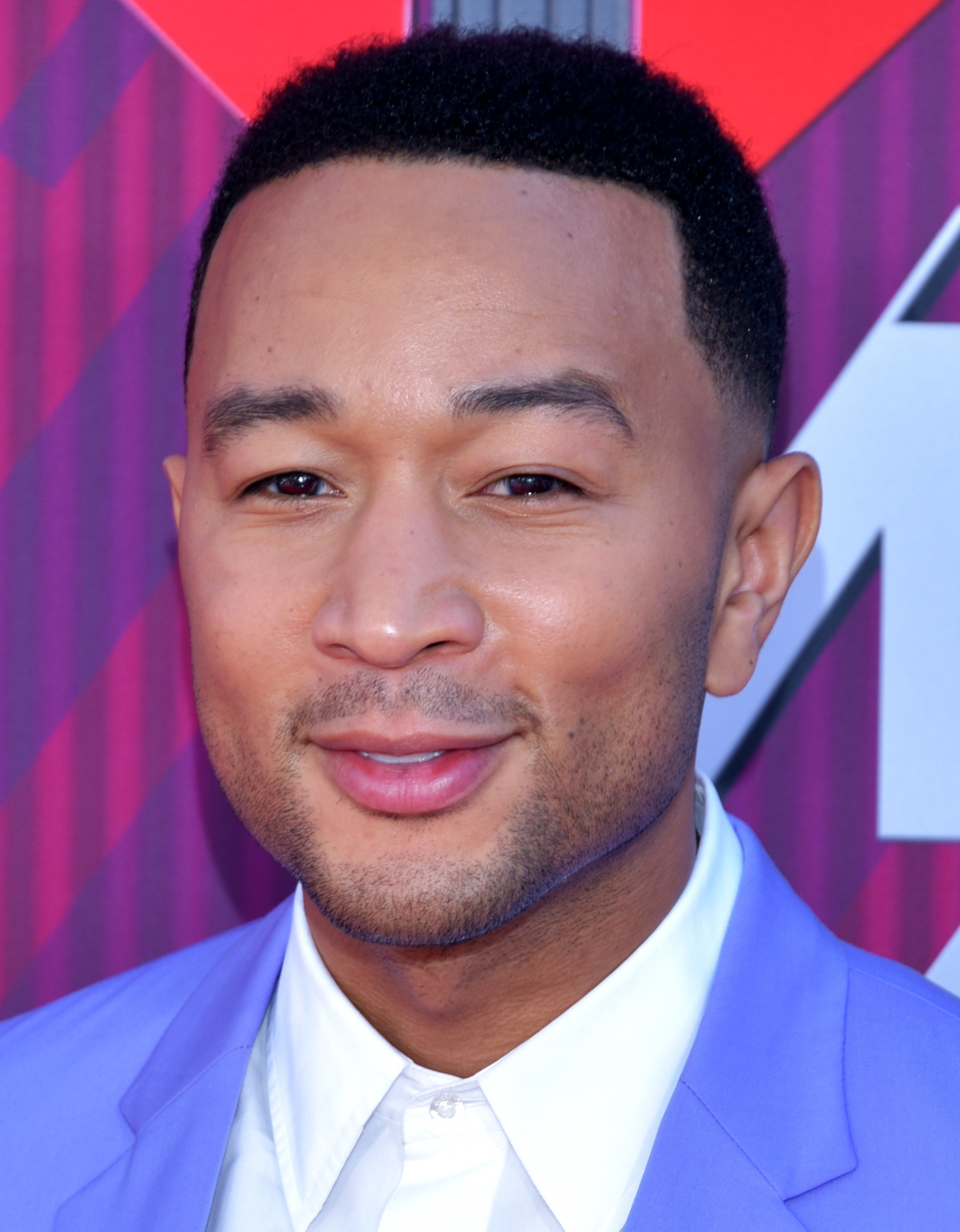

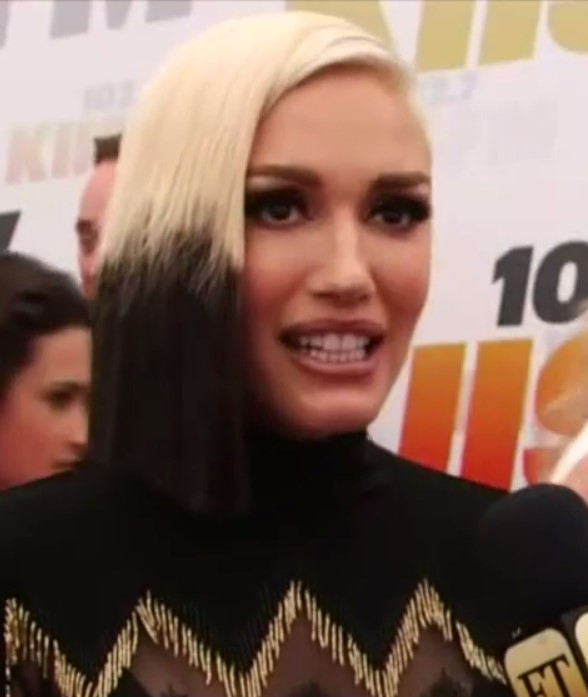

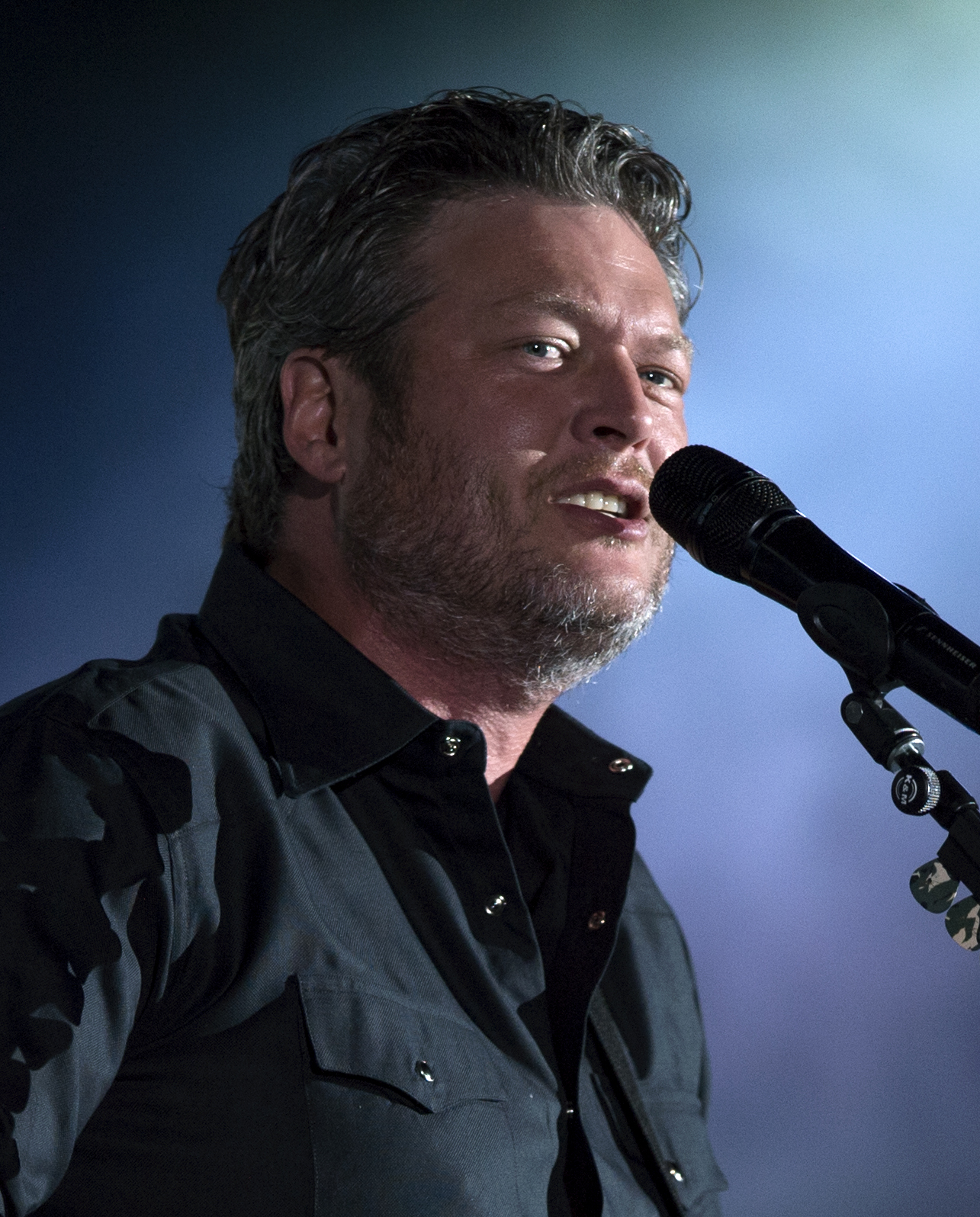

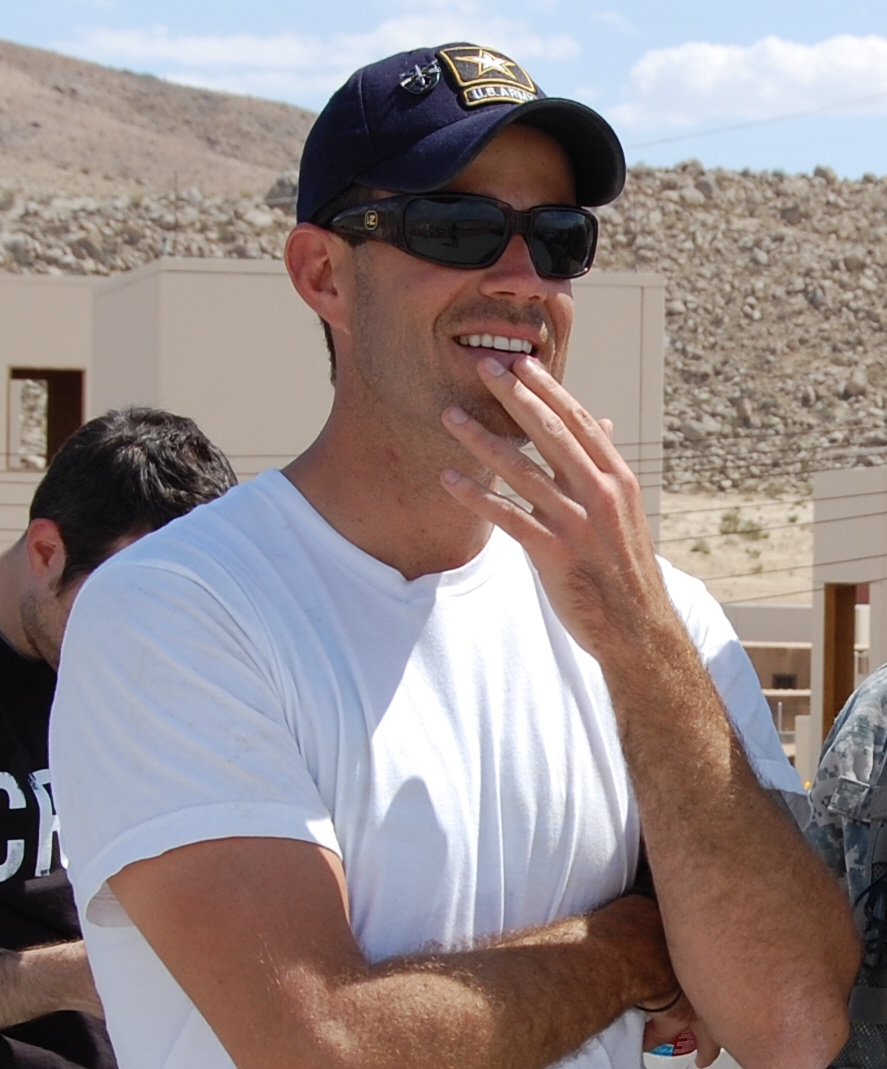

| Camila Cabello | John Legend | Gwen Stefani | Blake Shelton | Carson Daly |

  Hlavní kouč sezóny
  Vedlejší (zastupující) kouč sezóny
  Koučův poradce pro sezónu
| Kouč               | Řady | Řady | Řady | Řady | Řady | Řady | Řady | Řady | Řady | Řady | Řady | Řady | Řady | Řady | Řady | Řady | Řady | Řady | Řady | Řady | Řady | Řady |
| Kouč               | 1    | 2    | 3    | 4    | 5    | 6    | 7    | 8    | 9    | 10   | 11   | 12   | 13   | 14   | 15   | 16   | 17   | 18   | 19   | 20   | 21   | 22   |
| Blake Shelton      |      |      |      |      |      |      |      |      |      |      |      |      |      |      |      |      |      |      |      |      |      |      |
| Adam Levine        |      |      |      |      |      |      |      |      |      |      |      |      |      |      |      |      |      |      |      |      |      |      |
| Christina Aguilera |      |      |      |      |      |      |      |      |      |      |      |      |      |      |      |      |      |      |      |      |      |      |
| CeeLo Green        |      |      |      |      |      |      |      |      |      |      |      |      |      |      |      |      |      |      |      |      |      |      |
| Shakira            |      |      |      |      |      |      |      |      |      |      |      |      |      |      |      |      |      |      |      |      |      |      |
| Usher              |      |      |      |      |      |      |      |      |      |      |      |      |      |      |      |      |      |      |      |      |      |      |
| Gwen Stefani       |      |      |      |      |      |      |      |      |      |      |      |      |      |      |      |      |      |      |      |      |      |      |
| Pharell Williams   |      |      |      |      |      |      |      |      |      |      |      |      |      |      |      |      |      |      |      |      |      |      |
| Miley Cyrus        |      |      |      |      |      |      |      |      |      |      |      |      |      |      |      |      |      |      |      |      |      |      |
| Alicia Keys        |      |      |      |      |      |      |      |      |      |      |      |      |      |      |      |      |      |      |      |      |      |      |
| Jennifer Hudson    |      |      |      |      |      |      |      |      |      |      |      |      |      |      |      |      |      |      |      |      |      |      |
| Kelly Clarkson     |      |      |      |      |      |      |      |      |      |      |      |      |      |      |      |      |      |      |      |      |      |      |
| Kelsea Ballerini   |      |      |      |      |      |      |      |      |      |      |      |      |      |      |      |      |      |      |      |      |      |      |
| John Legend        |      |      |      |      |      |      |      |      |      |      |      |      |      |      |      |      |      |      |      |      |      |      |
| Bebe Rexha         |      |      |      |      |      |      |      |      |      |      |      |      |      |      |      |      |      |      |      |      |      |      |
| Nick Jonas         |      |      |      |      |      |      |      |      |      |      |      |      |      |      |      |      |      |      |      |      |      |      |
| Ariana Grande      |      |      |      |      |      |      |      |      |      |      |      |      |      |      |      |      |      |      |      |      |      |      |
| Camila Cabello     |      |      |      |      |      |      |      |      |      |      |      |      |      |      |      |      |      |      |      |      |      |      |
| ------------------ | ---- | ---- | ---- | ---- | ---- | ---- | ---- | ---- | ---- | ---- | ---- | ---- | ---- | ---- | ---- | ---- | ---- | ---- | ---- | ---- | ---- | ---- |

## Přehled
Adam
  Blake
  CeeLo
  Christina
  Usher
  Shakira
  Gwen
  Pharell
  Alicia
  Miley
  JHud
  Kelly
  Legend
  Nick
  Ariana
  Camila
| Rok a řada | Rok a řada | Vítěz             | Druhé místo       | Třetí místo          | Čtvrté místo    | Páté místo     | Vítězný kouč       | Moderátor   | Panel koučů | Panel koučů | Panel koučů | Panel koučů |
| Rok a řada | Rok a řada | Vítěz             | Druhé místo       | Třetí místo          | Čtvrté místo    | Páté místo     | Vítězný kouč       | Moderátor   | 1           | 2           | 3           | 4           |
| ---------- | ---------- | ----------------- | ----------------- | -------------------- | --------------- | -------------- | ------------------ | ----------- | ----------- | ----------- | ----------- | ----------- |
| 2011       | 1          | Javier Colon      | Dia Frampton      | Vicci Martinez       | Vicci Martinez  | N/A            | Adam Levine        | Carson Daly | Adam        | CeeLo       | Christina   | Blake       |
| 2011       | 1          | Javier Colon      | Dia Frampton      | Beverly McClellan    |                 | N/A            | Adam Levine        | Carson Daly | Adam        | CeeLo       | Christina   | Blake       |
| 2012       | 2          | Jermaine Paul     | Juliet Simms      | Tony Lucca           | Chris Mann      | N/A            | Blake Shelton      | Carson Daly | Adam        | CeeLo       | Christina   | Blake       |
| 2012       | 3          | Cassadee Pope     | Terry McDermott   | Nicholas David       | N/A             | N/A            | Blake Shelton      | Carson Daly | Adam        | CeeLo       | Christina   | Blake       |
| 2013       | 4          | Danielle Bradbery | Michelle Chamuel  | The Swon Brothers    | N/A             | N/A            | Blake Shelton      | Carson Daly | Adam        | Shakira     | Usher       | Blake       |
| 2013       | 5          | Tessane Chin      | Jacquie Lee       | Will Champlin        | N/A             | N/A            | Adam Levine        | Carson Daly | Adam        | CeeLo       | Christina   | Blake       |
| 2014       | 6          | Josh Kaufman      | Jake Worthington  | Christina Grimmie    | N/A             | N/A            | Usher              | Carson Daly | Adam        | Shakira     | Usher       | Blake       |
| 2014       | 7          | Craig Wayne Boyd  | Matt McAndrew     | Chris Jamison        | Damien Lawson   | N/A            | Blake Shelton      | Carson Daly | Adam        | Gwen        | Pharell     | Blake       |
| 2015       | 8          | Sawyer Fredericks | Meghan Linsey     | Joshua Davis         | Koryn Hawthorne | N/A            | Pharrel Williams   | Carson Daly | Adam        | Pharrell    | Christina   | Blake       |
| 2015       | 9          | Jordan Smith      | Emily Ann Roberts | Barrett Baber        | Jeffery Austin  | N/A            | Adam Levine        | Carson Daly | Adam        | Gwen        | Pharell     | Blake       |
| 2016       | 10         | Alisan Porter     | Adam Wakefield    | Hannah Huston        | Laith Al-Saadi  | N/A            | Christina Aguilera | Carson Daly | Adam        | Pharell     | Christina   | Blake       |
| 2016       | 11         | Suedance Head     | Billy Gilman      | Wé McDonald          | Josh Gallagher  | N/A            | Blake Shelton      | Carson Daly | Adam        | Miley       | Alicia      | Blake       |
| 2017       | 12         | Chris Blue        | Lauren Duski      | Aliyah Moulden       | Jesse Larson    | N/A            | Alicia Keys        | Carson Daly | Adam        | Gwen        | Alicia      | Blake       |
| 2017       | 13         | Chloe Kohanski    | Addison Agen      | Brooke Simpson       | Red Marlow      | N/A            | Blake Shelton      | Carson Daly | Adam        | Miley       | Jennifer    | Blake       |
| 2018       | 14         | Brynn Cartelli    | Britton Buchanan  | Kyla Jade            | Spensha Baker   | N/A            | Kelly Clarkson     | Carson Daly | Adam        | Alicia      | Kelly       | Blake       |
| 2018       | 15         | Chevel Stephard   | Chris Kroeze      | Kirk Jay             | Kennedy Holmes  | N/A            | Kelly Clarkson     | Carson Daly | Adam        | Kelly       | Jennifer    | Blake       |
| 2019       | 16         | Maelyn Jarmon     | Gyth Rigdon       | Dexter Roberts       | Andrew Sevener  | N/A            | John Legend        | Carson Daly | Adam        | John        | Kelly       | Blake       |
| 2019       | 17         | Jake Hoot         | Ricky Duran       | Katie Kadan          | Rose Short      | N/A            | Kelly Clarkson     | Carson Daly | Kelly       | Gwen        | John        | Blake       |
| 2020       | 18         | Todd Tilghman     | Toneisha Harris   | Thunderstorm Artis   | CammWess        | Micah Iverson  | Blake Shelton      | Carson Daly | Kelly       | Nick        | John        | Blake       |
| 2020       | 19         | Carter Rubin      | Jim Ranger        | Ian Flanigan         | DeSz            | John Holiday   | Gwen Stefani       | Carson Daly | Kelly       | Gwen        | John        | Blake       |
| 2021       | 20         | Cam Anthony       | Kenzie Wheeler    | Jordan Matthew Young | Rachel Mac      | Victor Solomon | Blake Shelton      | Carson Daly | Kelly       | John        | Nick        | Blake       |
| 2021       | 21         | Girl Named Tom    | Wendy Moten       | Paris Winningham     | Haily Mia       | Jershika Maple | Kelly Clarkson     | Carson Daly | Kelly       | John        | Ariana      | Blake       |
| 2022       | 22         |                   |                   |                      |                 |                |                    | Carson Daly | John        | Gwen        | Camila      | Blake       |

## Jednotlivé řady

### 1. řada
První řada měla premiéru 26. dubna 2011 a vysílala se do 29. června 2011. V porotě usedli Christina Aguilera, CeeLo Green, Adam Levine a Blake Shelton. Portocům pomáhali Adam Blackstone, Reba McEntire, Monica a Sia. Carson Daly a Alison Haislip sloužili jako moderátoři a korespondenti sociálních sítí. Konkurzy se konaly v Chicagu, New Yorku, Miami, Nashvillu, Minneapolis, Austinu, Los Angeles a Seattlu během ledna a února.
| Tým Adam     | Tým CeeLo            | Tým Christina     | Tým Blake      |
| ------------ | -------------------- | ----------------- | -------------- |
| Javier Colon | Vicci Martinez       | Beverly McClellan | Dia Frampton   |
| Casey Weston | Nakia                | Frenchie Davis    | Xenia          |
| Jeff Jenkins | Curtis Grimes        | Lily Elise        | Jared Blake    |
| Devon Barley | The Thompson Sisters | Raquel Castro     | Patrick Thomas |

Do finálového večera se probojovali čtyři soutěžící. Javier Colon se stal vítězem první řady, zatímco Dia Frampton byla vyhlášená na druhé místě. Na třetím a čtvrtém místě se umístili Vicci Martinez a Beverly McClellan.

### 2. řada
Druhá řada měla premiéru 5. února 2012 a vysílala se do 8. května 2012. V porotě usedli Christina Aguilera, CeeLo Green, Adam Levine a Blake Shelton. Porotcům pomáhali Alanis Morissette, Robin Thicke, Kelly Clarkson, Miranda Lambert, Babyface, Ne-Yo, Jewel a Lionel Richie. Carson Daly a Christina Milian sloužili jako moderátoři a korespondenti sociálních sítí. Kia Motors, Sprint a Starbucks se stali oficiálními partnery druhé řady.
| Tým Adam       | Tým CeeLo     | Tým Christina     | Tým Blake           |
| -------------- | ------------- | ----------------- | ------------------- |
| Tonny Lucca    | Juliet Simms  | Chris Mann        | Jermaine Paul       |
| Katrina Parker | Jamar Rogers  | Lindsey Pavao     | Erin Wilett         |
| Mathai         | Cheesa        | Ashley de La Rosa | RaeLynn             |
| Pip            | James Massone | Jesse Campbell    | Jordis Unga         |
| Karla Davis    | Erin Martin   | Moses Stone       | Charlotte Sometimes |
| Kim Yarbrough  | Tony Vincent  | Sera Hill         | Naia Kete           |

Do finálového večera se probojovali čtyři soutěžící. Jermaine Paul se stal vítězem druhé řady, zatímco Juliet Simms, Tony Lucca a Chris Mann se umístili na druhém, třetím a čtvrtém místě.

### 3. řada
Třetí řada měla premiéru 10. září 2012 a vysílala se do 18. prosince 2012. V porotě usedli Christina Aguilera, CeeLo Green, Adam Levine a Blake Shelton. Porotcům pomáhali Mary J. Blige, Michael Bublé, Scott Hendricks, Rob Thomas, Jennifer Hudson, Bill Withers, Pat Monaham, Billie Joe Armstrong a Ron Fair. Carson Daly a Christina Milian sloužili jako moderátoři a korespondenti sociálních sítí.
| Tým Adam         | Tým CeeLo       | Tým Christina  | Tým Blake            |
| ---------------- | --------------- | -------------- | -------------------- |
| Amanda Brown     | Nicholas David  | Dez Duron      | Cassadee Pope        |
| Melanie Martinez | Trevin Hunte    | Sylvia Yacoub  | Terry McDermott      |
| Bryan Keith      | Cody Belew      | Adriana Louise | Michaela Page        |
| Loren Allred     | MacKenzie Bourg | De'Borah       | Julio Cesar Castillo |
| Joselyn Rivera   | Diego Val       | Devyn DeLoera  | Liz Davis            |

Do finálového večera se probojovali tři soutěžící. Cassadee Pope se stala vítězkou třetí řady. Terry McDermott a Nicholas Davis se umístili na druhém a třetím místě.

### 4. řada
Čtvrtá řada měla premiéru 25. března 2013 a vysílala se do 18. června 2013. V porotě usedli Shakira, Usher, Adam Levine a Blake Shelton. Porotcům pomáhali Hilary Scott, Sheryl Crow, Joel Madden, CeeLo Green, Pharrell Williams, Aakomon Jones a Taylor Swift. Carson Daly a Christina Milian sloužili jako moderátoři a korespondenti sociálních sítí.
| Tým Adam         | Tým Shakira     | Tým Usher        | Tým Blake         |
| ---------------- | --------------- | ---------------- | ----------------- |
| Amber Carrington | Sasha Allen     | Michelle Chamuel | Danielle Bradbery |
| Judith Hill      | Kris Thomas     | Josiah Hawley    | The Swon Brothers |
| Sarah Simmons    | Garrett Gardner | VEDO             | Holly Tucker      |
| Caroline Glase   | Karina Iglesias | Cáthia           | Justin Rivers     |

Do finálového večera se probojovali tři soutěžící. Danielle Bradbery se stala vítězkou čtvré řady. Michelle Chamuel a The Swon Brothers se umístili na druhém a třetím místě.

### 5. řada
Pátá řada měla premiéru 23. září 2013 a vysílala se do 18. prosince 2013. V porotě usedli Adam Levine, Blake Shelton a znovu Christina Aguilera a CeeLo Green. Porotcům pomáhali Ryan Tedder, Cher, Miguel a Ed Sheeran. Carson Daly se stal jediným porotcem. Milian svojí roli korespondentky sociálních médií opustila.
| Tým Adam      | Tým CeeLo        | Tým Christina          | Tým Blake      |
| ------------- | ---------------- | ---------------------- | -------------- |
| Tessanne Chin | Caroline Pennell | Jacquie Lee            | Cole Vosbury   |
| Will Champlin | Kat Robichaud    | Matthew Schuler        | Ray Boundreaux |
| James Wolpert | Jonny Gray       | Josh Logan             | Austin Jenckes |
| Grey          | Tamara Chauniece | Olivia Henken          | Nic Hawk       |
| Preston Pohl  | Amber Nicole     | Stephanie Anne Johnson | Shelbie Z      |

Do finálového večera se probojovali tři soutěžící. Tessanne Chin se stala vítězkou páté řady. Jacquie Lee a Will Champlin se umístili na druhém a třetím místě. Poprvé se do finálového večera nepodíval soutěžící s týmu Blake.

### 6. řada
Šestá řada měla premiéru 24. února 2014 a vysílala se do 20. května 2014. V porotě usedli Adam Levine, Blake Shelton a znovu Usher a Shakira. Porotcům pomáhali Aloe Blacc, Graham Nash, James Valentine, The Band Perry, Scott Hendricks, Gwen Sebastian, Miranda Lambert, Jill Scott a Chris Martin. Carson Daly řadu moderoval.
| Tým Adam          | Tým Shakira    | Tým Usher    | Tým Blake        |
| ----------------- | -------------- | ------------ | ---------------- |
| Christina Grimmie | Kristen Merlin | Josh Kaufman | Jake Worthington |
| Kat Perkins       | Tess Boyer     | Bria Kelly   | Sisaundra Lewis  |
| Delvin Choice     | Dani Moz       | T.J. Wilkins | Audra McLaughlin |

Do finálového večera se probojovali tři soutěžící. Josh Kaufman se stal vítězem šesté řady. Jake Worthington a Christina Grimmie se umístili na druhém a třetím místě.

### 7. řada
Sedmá řada měla premiéru 22. září 2014 a vysílala se do 16. prosince 2014. V porotě usedli Adam Levine, Blake Shelton, Pharrell Williams a Gwen Stefani. Porotcům pomáhali Stevie Nicks, Patrick Stump, Little Big Town, Colbie Caillat, Gavin Rossdale, Christina Aguilera, Alicia Keys, Diana Ross a Taylor Swift. Carson Daly řadu moderoval. Společnost Nissan se v průběhu řady stala oficiálním partnerem řady a nahradila tak Kia Motors.
| Tým Adam      | Tým Gwen             | Tým Pharrell  | Tým Blake          |
| ------------- | -------------------- | ------------- | ------------------ |
| Matt McAndrew | Taylor John Williams | DaNica Shirey | Craig Wayne Boyd   |
| Chris Jamison | Ryan Sill            | Luke Wade     | Reagan James       |
| Damien        | Anita Antoinette     | Sugar Joans   | Jessie Pitts       |
| Mia Pfirrman  | Ricky Manning        | Jean Kelley   | Taylor Brashears   |
| Taylor Phelan | Bryana Salaz         | Elyjuh René   | James David Carter |

Do finálového večera se probojovali čtyři soutěžící. Craig Wayne Boyd se stal vítězem sedmé řady. Matt McAndrew, Chris Jamison a Damien se umístili na druhém, třetím místě a čtvrtém místě.

### 8. řada
Osmá řada měla premiéru 23. února 2015 a vysílala se do 19. května 2015. V porotě usedli Adam Levine, Blake Shelton, Pharrell Williams. Gwen Stefani nahradila v porotcovském křesle Christina Aguilera, která se vrátila po dvou řadách. Porotcům pomáhali Ellie Goulding, Dave Stewart, Usher, Meghan Trainor, Scott Hendricks, CeeLo Green, Lionel Richie, Ryan Tedder, Nick Jonas, Mark Ronson, Gwen Stefani, Nate Ruess a Reba McEntire. Carson Daly řadu moderoval.
| Tým Adam          | Tým Pharrell      | Tým Christina    | Tým Blake        |
| ----------------- | ----------------- | ---------------- | ---------------- |
| Joshua Davis      | Sawyer Fredericks | India Carney     | Meghan Linsey    |
| Deanna Johnson    | Koryn Hawthorne   | Kimberly Nichole | Hannah Kirby     |
| Brian Johnson     | Mia Z             | Rob Taylor       | Corey Kent White |
| Tonya Boyd-Cannon | Caitlin Caporale  | Lexi Dávila      | Brooke Adee      |
| Nathan Hermida    | Lowell Oakley     | Sonic            | Sarah Potenza    |

Do finálového večera se probojovali čtyři soutěžící. Sawyer Fredericks se stal vítězem osmé řady. Meghan Linsey, Joshua Davis a Koryn Hawthorne se umístili na druhém, třetím místě a čtvrtém místě.

### 9. řada
Devátá řada měla premiéru 21. září 2015 a vysílala se do 15. prosince 2015. V porotě usedli Adam Levine, Blake Shelton, Pharrell Williams aGwen Stefani. Porotcům pomáhali John Fogerty, Brad Paisley, Selena Gomez, Missy Elliott, Rihanna a Dolly Parton. Carson Daly řadu moderoval.
| Tým Adam        | Tým Gwen         | Tým Pharrell   | Tým Blake         |
| --------------- | ---------------- | -------------- | ----------------- |
| Jordan Smith    | Jeffery Austin   | Madi Davis     | Emily Ann Roberts |
| Shelby Brown    | Braiden Sunshine | Evan McKeel    | Barrett Baber     |
| Amy Vachal      | Korin Bukowski   | Mark Hood      | Zach Seabaugh     |
| Blaine Mitchell | Viktor Király    | Celeste Betton | Ivonne Acero      |
| Chance Peña     | Ellie Lawrence   | Riley Biederer | Morgan Frazier    |
| Keith Semple    | Regina Love      | Darius Scott   | Nadjah Nicole     |

Do finálového večera se probojovali čtyři soutěžící. Jordan Smith se stal vítězem deváté řady. Emily Ann Roberts, Barrett Baber a Jeffery Austin se umístili na druhém, třetím místě a čtvrtém místě.

### 10. řada
Desátá řada měla premiéru 29. února 2016 a vysílala se do 24. května 2016. V porotě usedli Adam Levine, Blake Shelton, Pharrell Williams a Christina Aguilera. Porotcům pomáhali Tori Kelly, Gwen Stefani, Diddy, Patti LaBelle, Miley Cyrus a Pink. Carson Daly řadu moderoval.
| Tým Adam        | Tým Pharrell   | Tým Christina  | Tým Blake       |
| --------------- | -------------- | -------------- | --------------- |
| Laith Al-Saadi  | Hannah Huston  | Alisan Porter  | Adam Wakefield  |
| Shalyah Fearing | Daniel Passino | Bryan Bautista | Mary Sarah      |
| Owen Danoff     | Emily Keener   | Nick Hagelin   | Paxton Ingram   |
| Caroline Burns  | Lacy Mandigo   | Ryan Quinn     | Katie Basden    |
| Nate Butler     | Moushumi       | Kata Hay       | Joe Maye        |
| Brian Nhira     | Caity Peters   | Tamar Davis    | Justin Whisnant |

Do finálového večera se probojovali čtyři soutěžící. Alisan Porter se stala vítězkou desáté řady. Adam Wakefield, Hannah Huston a Laith Al-Saadi se umístili na druhém, třetím místě a čtvrtém místě.

### 11. řada
Jedenáctá řada měla premiéru 19. září 2016 a vysílala se do 13. prosince 2016. V porotě usedli Adam Levine, Blake Shelton a nově Alicia Keys a Miley Cyrus. Porotcům pomáhali Sammy Hagar, Bette Midler, Joan Jett, Charlie Puth, Tim McGraw, Faith Hill a Garth Brooks. Carson Daly řadu moderoval.
| Tým Adam         | Tým Miley     | Tým Alicia       | Tým Blake        |
| ---------------- | ------------- | ---------------- | ---------------- |
| Billy Gilman     | Ali Caldwell  | Wé McDonald      | Sundance Head    |
| Josh Gallagher   | Aaron Gibson  | Christian Cuevas | Austin Allsup    |
| Brendan Fletcher | Darby Walker  | Sa'Rayah         | Courtney Harrell |
| Riley Elmore     | Sophia Urista | Kylie Rothfield  | Dana Harper      |
| Nate Butler      | Moushumi      | Kata Hay         | Joe Maye         |
| Simone Gundy     | Belle Jewel   | Josh Halverson   | Jason Warrior    |

Do finálového večera se probojovali čtyři soutěžící. Sundance Head se stal vítězem jedenácté řady. Billy Gilman, Wé McDonald a Josh Gallagher se umístili na druhém, třetím místě a čtvrtém místě.

### 12. řada
Dvanáctá řada měla premiéru 27. února 2017 a vysílala se do 23. května 2017. V porotě usedli Adam Levine, Blake Shelton, Alicia Keys a Gwen Stefani. Porotcům pomáhali John Legend, Luke Bryan, Celine Dion, DJ Khaled a Shania Twain. Carson Daly řadu moderoval.
| Tým Adam      | Tým Gwen       | Tým Alicia          | Tým Blake      |
| ------------- | -------------- | ------------------- | -------------- |
| Jesse Larson  | Brennley Brown | Chris Blue          | Lauren Duski   |
| Mark Isaiah   | Hunter Plake   | Vanessa Ferguson    | Aliyah Moulden |
| Lilli Passero | Troy Ramey     | Stephanie Rice      | TSoul          |
| Hanna Eyre    | Johnny Gates   | Jack Cassidy        | Casi Joy       |
| Johnny Hayes  | JChosen        | Ashley Levin        | Aaliyah Rose   |
| Josh West     | Quizz Swanigan | Anatalia Villaranda | Felicia Temple |

Do finálového večera se probojovali čtyři soutěžící. Chris Blue se stal vítězem dvanácté řady. Lauren Duski, Aliyah Moulden a Jesse Larson se umístili na druhém, třetím místě a čtvrtém místě.

### 13. řada
Třináctá řada měla premiéru 25. září 2017. V porotě usedli Adam Levine, Blake Shelton, Miley Cyrus a nově Jennifer Hudson. Porotcům budou pomáhat Joe Jonas, Rascal Flatts, Billy Ray Cyrus a Kelly Rowland. Carson Daly řadu moderoval.

### 14. řada
Čtrnáctá řada odstartovala 26. února 2018. Miley Cyrus byla vyměněna za Kelly Clarkson, vítězku první řady pěvecké soutěže American Idol. a na místo po Jennifer Hudson zasedla opět Alicia Keys. Moderátorem pro tuto řadu byl opět Carson Daly. Speciální novinkou pro tento ročník byly blokovací tlačítka během Blind Auditions (výběru na slepo). Každý kouč mohl zablokovat jednoho z nepřátelských koučů. Během Battle kol (duelů) koučům pomáhali Julia Michaels (Team Adam), Shawn Mendes (Team Alicia), Hailee Steinfeld (Team Kelly), and Trace Adkins (Team Blake). V Knock out kolech si kouči mohli vybrat jednoho z předešlých účastníků The Voice jako své poradce, Adam si zavolal Jordana Smith, se kterým v 9. řadě vyhrál, Alicia si vybrala Chrise Blue, také vítěze z jejího týmu ze 12. řady, Kelly si zavolala na pomoc Cassadee Pope, vítězku ze 3. řady za team Blake a Blake si zavolal vítězku z jeho týmu v předešlé řadě Chloe Kohanski. I přesto, že Kelly byla nováčkem mezi koučemi se jí povedlo vyhrát 14. řadu s 15letou pop zpěvačkou Brynn Cartelli.

### 15. řada
Patnáctá řada měla premiéru 24. září 2018. Ani pro tuto řadu nezůstal panel koučů stejný. Jennifer Hudson se vrátila zpět na místo Alicii Keys. Během této série odstartovala také The Comeback Stage s Kelsea Ballerini, tahle část probíhala v pozadí se soutěžícími, kteří neuspěli u hlavních 4 koučů (Adama, Kelly, Jennifer a Blaka). Soutěžící, který prošel všemi fázemi se pak připojil do jednoho ze 4 týmů ve finále. Během Battle kol si na pomoc kouči zavolali bývalého kouče CeeLo Green za Team Adam, Thomas Rett za Team Kelly, Halsey za Team Jennifer a Keith Urban za Team Blake. Kouči během tohoto kola mohli využít steal tlačítko (ukradnutí soutěžícího do svého teamu, pokud si jej kouč nevybral) dvakrát. Knock out kola měli společného poradce pro všechny 4 teamy a stala se jím Mariah Carey. Tuto řadu vyhrála opět Kelly Clarkson s 15letou country zpěvačkou Chevel Stephard.

### 16. řada
Šestnáctá řada přišla na televizní obrazovky 25. února 2019 a opět se neobešla beze změn mezi kouči. Jennifer Hudson opustila místo kouče a nahradil jí John Legend. The Comeback Stage také neměla stejného kouče, Kelsea Ballerini nahradila zpěvačka Bebe Rexha. Kelsea se ale tuto řadu přece jen objevila, vybrala si jí Kelly Clarkson jako svého poradce do Batlle kol. Za Team Adam se poradcem stal Charlie Puth, Khalid za Team Legend a Brooks & Dunn za Team Blake. Ačkoli se Kelly zdála být neporazitelnou, tuto řadu jí porazila Maelyn Jarmon z týmu nového kouče Johna Legend

### 17. řada
Sedmnáctá řada odstartovala 23. září 2019. Tentokrát ale kouče opustil Adam Levine, který zastával tuhle pozici od první řady. Celkem tedy odkoučoval 16. řad. Na jeho místo byla dosazena bývalá koučka Gwen Stefani. Battle poradci byli Normani za Team Kelly, dlouhodobý a zkušený kouč z The Voice UK will.i.am za Team Gwen, bývalý zkušený kouč americké The Voice Usher za Team Legend a Darius Rucker za Team Blake. Pro všechny kouče pro knock out kola se stala celosvětově známá zpěvačka Taylor Swift. Tuto řadu vyhrál Jake Hoot za Team Kelly.

### 18. řada
Osmnáctá řada začala 24. února 2020. Panel koučů opustila Gwen Stefani a nahradil jí celosvětově známá hvězda Nick Jonas, který již od svých mladých let vystupoval společně s jeho bratry pod skupinou Jonas Brothers, které si také pozval jako své mentory pro Battle kola. Ukázal se jako poměrně veliký soupeř, jeho soutěžící Thunderstorm Artis se dostal až do TOP 3 společně s dalšími dvěma soutěžícími z Teamu Blake. Kelly si vybrala do Battle kol jako mentora pro svůj team Dua Lipu, John využil zkušeností zpěvačky Elly Mai a Blake si zavolal na pomoc Bebe Rexhu. Společným mentorem v knock out kolech se stal James Taylor. Tahle řada v důsledku covid pandemie byla nucena odvysílat živá kola až po výhru pouze za účasti online koučů, soutěžících i diváků, ať už na online přenose nebo u televizních obrazovek. Osmnáctou řadu vyhrál Todd Tilghman za Team Blake.

### 19. řada
Devatenáctá řada se objevila na obrazovkách 19. října 2020. Na panel koučů se vrátila Gwen Stefani na místo Nicka Jonase. Během celé soutěže nebyli v prostorách v důsledku covid pandemie žádní diváci. Diváci byli nahrazeni obrazovkou v pozadí a sledovali celou show z pohodlí domova. Pomocní mentoři v Battle kolech byli Leon Bridges za Team Kelly, Julia Michaels za Team Gwen, Miguel za Team Legend a Kane Brown za Team Blake. Knock out mentorem pro všechny byl zkušený kouč této show z předešlých řad Usher. Gwen Stefani vyhrála poprvé tuhle řadu s 15letým pop zpěvákem Carterem Rubinem.

### 20. řada
Dvacátá řada odstartovala 1. března 2021. Stejně jako minulý rok opět bez živě přítomné audience. Diváci byli opět vidět na obrazovce ve studiu. Gwen Stefani byla nahrazena již o něco zkušenějším Nickem Jonasem. Jako mentoři pro Battle kola byli zvoleni za jednotlivé Teamy: zkušený kouč ze španělské série The Voice a autor hitu Despacito Luis Fonsi za Team Kelly, zpěvačka Brandy za Team Legend, herec a zpěvák Darren Criss za Team Nick a Dan + Shay za Team Blake. Kelly v důsledku nemoci nemohla být přítomná na Battle kolech, pro tuto část jí tedy nahradila Kelsea Ballerini. Knock out mentorem se stal americký mezinárodně známý rapper Snoop Dog.

### 21. řada
V březnu 2021 bylo oznámeno na Twitteru, že Nick Jonas opustí 20. řadou panel koučů. Na jeho místo přijde mezinárodně známá zpěvačka Ariana Grande, která zasedne mezi zkušené kouče Kelly Clarkson, Johna Legenda a Blake Sheltona. Řadu vyhrála a znovu obhájila svůj panel Kelly Clarkson s historicky prvním vítězným duem Girl Named Tom.

### 22. řada
Pro tuto řadu a celkově pro budoucnost téhle show bylo oznámeno, že se již nebude konat dvakrát do roka, ale pouze jednou. Řada se bude konat tedy až na podzim, přesně rok od poslední řady. Důvodem této změny by mělo být právě udržení sledovanosti show. Další změnou je výměna velmi divácky oblíbené koučky Kelly Clarkson, nahradí jí světově známá zpěvačka Camila Cabello. Spekuluje se, že Kelly se neobjeví pouze v této řadě právě pro její práci na jiných projektech. V této řadě se neobjeví ani koučka z minulé série Ariana Grande, nahradí jí již ostřílená a vítězná koučka 19. řady Gwen Stefani.